# La Maison du lac (pièce de théâtre)
 (mars 2019).
Si vous disposez d'ouvrages ou d'articles de référence ou si vous connaissez des sites web de qualité traitant du thème abordé ici, merci de compléter l'article en donnant les références utiles à sa vérifiabilité et en les liant à la section « Notes et références ».
Pour l’article homonyme, voir La Maison du lac.
La Maison du lac est une pièce de théâtre de l’écrivain et scénariste américain Ernest Thompson, écrite en 1977 et jouée pour la première fois en 1978 en Off-Broadway puis à Broadway (New York).

## Argument
Une tranche de vie pour un couple soudé de quinquagénaires, en vacances dans leur résidence d’été qui va connaître des tensions familiales lorsque leur fille unique vient leur rendre visite avec son nouveau fiancé accompagné de son jeune fils, un dur à cuire. On assiste alors au conflit de trois générations. Pourtant, les rapports entre les protagonistes vont se transformer peu à peu... Et puis, il y a la touche finale, l'ultime préoccupation de la vieillesse, l'imminence de la mort qui fait de chaque été passé dans la maison du lac un moment magique de bonheur.

## Résumé de la pièce
C’est l’été 1969, Kate et Tom Murphy, un vieux couple égoïste et tendre à l'automne de leurs vies, viennent comme chaque année passer les vacances dans leur maison de campagne posée au bord du lac, à Golden Pond dans le Maine (USA). Autant Tom, honorable ancien prof de grec à la retraite, est bourru à cause d’une santé délicate par suite d'une maladie de cœur, passant son temps sur le canapé à écouter la radio ou à lire le journal, autant son épouse Kate est dynamique et débordante de vie et de projets, le maternant malicieusement, alternant la tendresse et l’ironie. Les journées s'écoulent, rythmées entre l'arrivée le matin du facteur, Charlie, et le cri des canards colvert le soir dans le lointain.
Sans avoir donné de nouvelles depuis des mois, leur fille, Claudia leur rend visite, le jour des 80 ans de Tom, flanquée de son nouvel ami Bill et du fils de ce dernier, Billy, enfant d’une autre femme. En conflit avec son père depuis toujours à cause de son comportement renfrogné, Claudia n’a jamais trouvé sa place près du couple centré sur lui-même. Au grand regret de Tom, ils n’ont pas eu de garçon mais une fille. Cependant, Claudia demande malgré tout à ses parents s'ils peuvent garder Billy le temps d'un petit voyage touristique en Europe. Le vieux couple va devoir apprivoiser l’adolescent qui perturbe sa tranquillité.
Le jeune garçon, une tête de mule, jeune crétin attachant malgré tout, se retrouve alors seul face à des étrangers beaucoup plus âgés, sans amis ni occupations. Bien décidé à ne pas rester « coincé avec deux vieux croûtons », pendant l'absence de ses parents, les rapports entre Billy et le vieux Tom sont, dans un premier temps, orageux car ce dernier trouve le jeune insupportable et vulgaire. Mais leurs parties de pêche sur le Golden Pond vont les faire se rapprocher et une complicité inattendue va naître peu à peu entre les deux.
À son retour, Claudia est contrariée de la relation que son père entretient avec ce garçon alors qu'il ne s'était jamais comporté ainsi avec elle. Claudia, révélant à ses parents qu’elle a épousé Bill, aura l’occasion d’avoir enfin un vrai dialogue avec son père. La relation d’amitié entre Tom et Billy va la forcer à ouvrir les yeux remettant en question les non-dits et les occasions manquées de tendresse entre le père et la fille.
Mais Tom a un malaise et l’on sent bien que les années qu’il reste à ce vieux couple d’amants à se chamailler amoureusement, là où ils viennent depuis si longtemps, leur sont comptées. Reviendront-ils encore l’an prochain dans leur maison du lac ?

## Création et mise en scène de la pièce en 1986[2]
- Création en 1986 au Théâtre Montparnasse (Paris)
- Mise en scène : Raymond Gérôme
- Adaptation : Pol Quentin
- Scénographie : Hubert Monloup
- Costumes : Brigitte Labouret et Pierre Balmain

Distribution
- Edwige Feuillère : Kate Murphy
- Jean Marais : Tom Murphy
- Annick Blancheteau : Claudia Murphy
- Hervé Rey : Billy
- Alain Chevallier : Bill
- Yves Pignot : Charlie

## Autour de la pièce
La Maison du Lac fut un grand succès pour Edwige Feuillère qui, fatiguée, refusa la tournée en province. Marais, contrarié, ne la fit pas non plus. C'est Jean-Pierre Aumont qui repris son rôle.

## Principales reprises de la pièce
Cette comédie de boulevard a connu un succès international, avec de nombreuses reprises, dont en France :
- 1988 :  La Maison du lac, mise en scène par Raymond Gérôme, avec Danielle Darrieux et Jean-Pierre Aumont
- 2001-2002 : La Maison du lac, mise en scène par Georges Wilson au Théâtre de la Madeleine avec Simone Valère et Jean Desailly,
- 2008-2009 : La Maison du lac, mise en scène par Stéphane Hillel au Théâtre de Paris avec Jean Piat, Maria Pacôme, Béatrice Agenin et Damien Jouillerot. Cette dernière mise en scène a été filmée en 2009 et diffusée sur France 3 peu de temps après.

## Adaptation cinématographique
- 1981 : La Maison du lac (On Golden Pond) de Mark Rydell, scénario d’Ernest Thompson, d'après sa pièce de théâtre, avec Katharine Hepburn (Ethel Thayer), Henry Fonda (Norman Thayer Jr) et Jane Fonda (Chelsea Thayer Wayne). C'est le dernier film d'Henry Fonda, qui joue ici avec sa propre fille Jane. Il est décédé moins d'un an plus tard, en août 1982.